# جنید بغدادی
| جنید بغدادی  | جنید بغدادی                                                                    |
| ------------ | ------------------------------------------------------------------------------ |
| نام          | شیخ ابوالقاسم جُنَید بغدادی                                                      |
| کنیه         | ابولقاسم                                                                       |
| القاب        |                                                                                |
| معروف به     | سید الطایفه                                                                    |
| بانی         | مکتب جنید                                                                      |
| زمینه فعالیت | صوفی                                                                           |
|              | قرن سوم هجری                                                                   |
| زادروز       | ۲۲۰ هجری قمری                                                                  |
| زادگاه       | نهاوند                                                                         |
| درگذشت       | ۲۹۷ هجری قمری                                                                  |
| محل فوت      | بغداد                                                                          |
| منصب         | از پیران سلسله‌ای از صوفیه که از زمان شاه نعمت‌الله ولی نعمت‌اللهی نامیده می‌شوند. |

ابوالقاسم جُنَید بن محمد بن جنید بغدادی، عارف ایرانی بود که او را قواریری و زجاج نیز خوانده‌اند، بدان سبب که پدرش آبگینه‌فروش بود؛ هم چنین وی را خراز نیز نامیده‌اند. در متون صوفیه او را با القاب متعددی مانند سید الطایفه، لسان القوم، اعبد المشایخ، طاووس العلماء و سلطان المحققین معرفی کرده‌اند.
ابوالقاسم در نیمه دوم قرن سوم که صوفیان بیشتر در بغداد زندگی می‌کردند از معروف‌ترین آن‌ها و از مشایخ صوفیان بود و سری سقطی دایی او بود. اصلیت او از نهاوند در ایران است. او به زهد و عرفان شناخته شده و چون زیاد اهل سفر نبود مریدان و شاگردان از جاهای دیگر به دیدار او به بغداد می‌آمدند. پس از اواسط قرن سوم که ارتباط اهل سلوک با هم بیشتر شد، تعالیم جنید بغدادی و ابوبکر شبلی به شهرهای دیگر نفوذ کرد. از آنجا که جنید تقریباً در راس صوفیه قرار دارد، بسیاری از صوفیان بعد از او طریقه خود را منسوب به او می‌دانند.
جنید به روایتی پیرو سفیان ثوری بود و بر مذهب او تفقه می‌کرد و ابن سریج نیز مرید و پیرو جنید بود. صوفیه به کرامات جنید قائلند.
وی در زمان خود با فِرق صوفیه و متفکران مذهبی از نقاط مختلف آشنا بود و با آن‌ها تماس داشت و هرچه از سخنان آنان مقبول او بود در نوشته‌ها و سخنانش منعکس نمود و با ترتیب قابل استفاده‌ای آن‌ها را رواج داد. او نخستین کسی بود که تصوف را مقبول اهل شریعت گردانید. سخنان گزاف و طامات صوفیه را کنار زد و اصول آن‌ها را حفظ نمود و بدین سبب او را «شیخ الطایفه» گفتند. حتی محافظه‌کاران ضد صوفی مانند ابن تیمیه و ابن قیّم از وی حساب می‌بردند و از طریقت او تعریف می‌کردند. او با هویتی ایرانی و تسلط به زبان و تفکر عربی وارث دو فرهنگ بود.
جنید مرید و جانشین سری سقطی بود.
او در سال ۲۹۷ در شهر بغداد درگذشت.

## سلسله ارشاد (نسبت خرقه)
کلمهٔ نعمت‌اللهی از نام شاه نعمت‌الله ولی گرفته شده و چون در دوران او، پیروان او را «نعمت‌اللهی» می‌خواندند، این عنوان به کسانی که بعد از وی از عقاید و روش صوفیانه وی تبعیت کردند، داده شد. قبل از شاه نعمت‌الله نام طریقت همنام با قطب وقت بوده، چنان‌که در زمان معروف کرخی به «معروفیه» و در زمان جنید بغدادی به «جنیدیه» مشهور بوده‌است.
[سلسله نعمت‌اللهی] یکی از طریقت‌های تصوف و درویشی است که از قرن هشتم هجری به بعد، به دلیل اجتهادات و خدمات شاه نعمت‌الله ولی، از معروفیه به نعمت‌اللهی شهرت یافت.
شاه نعمت‌الله ولی نسبت خرقه خود را در یک مثنوی بیان داشته که در آن نسبت ارشاد یا خرقه جنید که از پیران قبل از وی بوده نام برده شده‌است:
| شیخ ما کامل و مکمل بود     |  | قطب وقت و امام عادل بود      |
| گاه ارشاد چون سخن گفتی     |  | درّ توحید را نگو سفتی         |
| یافعی بود نام عبدالله      |  | رهبر رهروان آن درگاه         |
| ...                        |  | ...                          |
| شیخ او شیخ کاملش دانند     |  | بوعلی رودباریش خوانند        |
| شیخ او جنید بغدادی         |  | مصر معنی دمشق دلشادی         |
| شیخ او خال او سری سقطی     |  | محرم حال او سری سقطی         |
| باز شیخ سری بود معروف      |  | چون سری سرّ او به او مکشوف    |
| او ز موسی جواز احسان یافت  |  | کفر بگذاشت نقد ایمان یافت    |
| یافت خدمت امام مجال        |  | بود بواب درگهش ده سال        |
| شیخ معروف را نکو می‌دان     |  | شیخ داود طائیش می‌خوان        |
| شیخ او هم حبیب محبوب است   |  | عجمی طالب است و مطلوب است    |
| پیر بصری ابوالحسن باشد     |  | شیخ شیخان انجمن باشد         |
| یافت او صحبت علی ولی       |  | گشت منظور بندگی علی          |
| خرقه او هم از رسول خداست   |  | این چنین خرقه‌ای لطیف کراست   |
| نعمت‌اللهم و ز آن رسول      |  | نسبتم با علی است زوج بتول    |
| این چنین نسبت خوشی به تمام |  | خوش بود گر تو را بود والسّلام |

برابن اساسل درویشان سلسله نعمت‌اللهی نسبت خرقه جنید را چنین می‌دانند:
علی ابن ابیطالب>>حسن بصری>>حبیب عجمی>>داود طائی>>معروف کرخی>>سری سقطی>>جنید

## آثار وی
۱) قصیده صوفیه ۲) السر فی انفاس الصوفیه ۳) دواء الارواح ۴) رساله الی بعض اخوانه ۵) رساله الی یحیی بن معاذ رازی ۶) رساله الی عمرو بن عثمان المکی ۷) کتاب الفناء ۸) کتاب المیثاق ۹) کتاب الالوهیه ۱۰) کتاب فی الفرق بین الاخلاص و الصدق ۱۱) مسائل فی التوحید ۱۲) ادب المفتقر الی الله ۱۳) رساله الی ابی بکر الکسائی الدینوری ۱۴) کتاب دواء التفریط ۱۵) شرح شطحاتت ابی یزید البسطامی ۱۶) الوصایا ۱۷) کتاب الی ابی العباس الدینوری ۱۸) رساله الی الی اسحاق المارستانی و چند کتاب دیگر منسوب به او

## در نگاه دیگران
در تذکرةالاولیا عطار نیشابوری در ذکر شماره ۴۳ در مورد جُنَید بغدادی آورده شده‌است:

«آن شیخ علی اطلاق، آن قطب به استحقاق، آن منبع اسرار، آن مرتع انوار، آن سَبَق برده به استادی، سلطان طریقت، جنید بغدادی رحمة الله علیه. شیخ المشایخ عالَم بود، و امام الائمه جهان؛ و در فنونِ علم زیاد، و در اصول و فروع، مفتی؛ و در معاملات و ریاضات و کرامات و کلماتِ لطیف و اشارات عالی بر جمله سبقت داشت؛ و از اول تا آخر روزگار، پسندیده بود و مقبول و محمودِ همه فرقت بود؛ و جمله بر امامت او متفق بودند؛ و سخن او در طریقت حجت است، و به همه زبانها ستایش شده؛ و هیچ‌کس بر ظاهر و باطن انگشت نتوانست نهادن به اختلاف سنت، و اعتراض نتوانست کرد مگر کسی که کور بود؛ و مقتدای اهل تصوف بود؛ و او را «سیدالطایفه» و «لسان القوم» خوانده‌اند؛ و «اَعبدالمشایخ» نوشته‌اند و «طاووس العلما» و «سلطان المحققین»...»

ابن محمّد بن جنید خزاز زجاج، ملقّب به ابوالقاسم، از مشایخ تصوف بنام و از عالمان و فقهای طراز اول اهل سنت محسوب می‌شده‌است. محل تولّد و وفاتش بغداد بود. اصل او از نهاوند است و به «قواریری» مشهور گردید. او را پیشوای مذهب صوفیه می‌دانند، زیرا تصوّف او با قواعد کتاب و سنّت سازگار و از عقاید سخیف، مصون و از شبهه‌های غلات برکنار و از آنچه موجب ناسازگاری با شرع باشد، به دور است. از سخنان اوست که: «روش ما با کتاب و سنّت مضبوط و منطقی است. هر کس قرآن به حفظ نداشته باشد و حدیث ننویسد، قابل اقتدا نیست.»
عرفاً و متصوفه او را (سیدالطائفه) می‌خوانند. همچنان‌که فقهاء شیعه، شیخ طوسی را (شیخ الطائفه) می‌خوانند. جنید یک عارف معتدل به‌شمار رفته و در اصطلاح صحوی خوانده می‌شود، که به معنای عرفای مقید به مذهب و شریعت بود و از هر چیزی که حتی به ظاهر معارض با شریعت بوده‌است پرهیز می‌کردند. برخی شطحیات که از دیگران شنیده شده از او شنیده نشده‌است. او حتی لباس اهل تصوف به تن نمی‌کرد و در زی علما و فقها بود.
به او گفتند: «به خاطر یاران هم که هست، خرقه (لباس اهل تصوف) بپوش.» گفت: «اگر می‌دانستم که از لباس کاری ساخته‌است از آهن گداخته جامه می‌ساختم اما ندای حقیقت این است که: «لیس الاعتبار بالخرقة، انما الاعتبار بالحرقة» (از خرقه کاری ساخته نیست، حرقه (آتش دل) لازم است)».
جنید خواهرزاده، مرید و شاگرد سری سقطی و هم شاگرد حارث محاسبی در سیر و سلوک و شاگرد ابو ثور ابراهیم بن خالد یا سفیان ثوری در فقه بوده‌است. وی به سال ۲۹۷ یا ۲۹۸ق در ۹۱ سالگی در بغداد درگذشت و در مقبره شونیزیه دفن شد.
از موارد مهم در مورد جنید این است که وی در سلسله بسیار از سلاسل صوفیه قرار دارد و در معروف‌ترین سلسله تصوف که سلسلة الذهب نام دارد نیز دیده می‌شود. تصوف به وسیله بیان سلسله معرفت خود را به امامان شیعی متصل می‌نمایند.

## مکتب بغداد
جنید از بزرگان و پیر طریقت مکتب بغداد بود.
بنیان‌گذاران مکتب بغداد در اصل دو نفر بودند: سری سقطی و محاسبی. سرّی اصلش ایرانی بود و محاسبی عرب بود. سرّی نمانیده جناح ترقی‌خواه و پیرو توحید بود، در حالی که محاسبی نماینده جناح محافظه‌کار بود و به مسائل اخلاقی و آداب و رسوم مذهبی بیشتر توجه داشت.

### اساس مکتب بغداد
مطلب اصلی مکتب بغداد «توحید» بود و پیروان این مکتب به «ارباب توحید» مشهور بودند. تعالیم توحیدی را به‌طور پنهانی ترویج می‌نمودند. برای این کار اصطلاحات ویژه‌ای درست کردند تا راز خود را با اشارات به مریدان بگویند و دیگران آگاهی نیابند.